# Tim Dog
Timothy Blair znany pod pseudonimem Tim Dog (ur. 1 stycznia 1967 w Bronx, Nowy Jork, zm. 14 lutego 2013 tamże) – amerykański raper, najbardziej znany jest ze swojego debiutanckiego albumu Penicillin on Wax wydanego w 1991 roku, na który zdissował w utworze "Fuck Compton" grupę N.W.A. Utwór ten uplasował się na liście "25 najlepszych dissów w historii" według magazynu XXL. Tim Dog był również członkiem grupy Ultra, w której skład prócz samego rapera wchodził również Kool Keith.
W lutym 2013 media poinformowały, że raper zmarł w wieku 46 lat po wieloletniej walce z cukrzycą. 14 maja 2013 roku sąd Stanów Zjednoczonych wydał nakaz aresztowania rapera twierdząc, że upozorował on swoją śmierć by uniknąć zapłaty długu, który wynosi 19 000 dolarów. Oskarżyciel określił jego zachowanie jako "największym oszustwem w historii kultury hip-hop". W październiku 2014 śmierć raper została potwierdzona wydanym przez sąd, który wydał akt zgonu.

## Dyskografia
Solowe
- Penicillin on Wax (1991)
- Do Or Die (1993)
- Immortal (2003)
- BX Warrior (2006)

jako Ultra
- Big Time (1996)
- Project X: Iconic (2009)